# Rallina eurizonoides
Rallina eurizonoides е вид птица от семейство Rallidae.

## Разпространение
Видът е разпространен във Виетнам, Индия, Индонезия, Камбоджа, Китай, Мианмар, Палау, Сингапур, Тайланд, Филипините, Шри Ланка и Япония.